# عبد الوهاب القنواتي
عبد الوهاب القنواتي (1891-1977)، صيدلاني سوري من دمشق، أسس أول معمل أدوية في سورية وكان أحد مؤسسي قسم الصيدلة في الجامعة السورية.

## البداية
ولِد عبد الوهاب القنواتي في حي القنوات بدمشق وكان والده تاجراً معروفاً. دَرس على يد الكتّاب في حيّه وفي المدرسة الكاملية في سوق البزورية، كما عُيّن مُدرساً فيها. وانتقل بعدها إلى المدرسة العازارية وأخيراً إلى معهد الطب العثماني بدمشق، حيث نال شهادة الصيدلة عام 1911.  

## مرحلة التمثيل
في مطلع شبابه عمل القنواتي في الفن وانضم إلى فرقة مسرحية من الهواة يقودها الفتى أحمد عبيد والشاب فوزي العظم. نجح هؤلاء الثلاثة في تقديم عدة عروض على مسرح القوتلي في حي السنجقدار كانت جميعها من تأليف أحمد عبيد. ولكن تجربتهم الفنية لم تدُم طويلاً بسبب تفرق شمل الفنانين الهواة مع تقدمهم في السن ودخولهم معترك الحياة الذي أبعدهم عن عالم المسرح.

## دوره في معهد الطب العربي
مع بداية الحرب العالمية الأولى التحق عبد الوهاب القنواتي بالجيش العثماني وعُين في المستشفى العسكري في مدينة زحلة، وذهب لاحقاً إلى بيروت لتدريس مادة الصيدلة في الجامعة اليسوعية. عاد إلى دمشق مع نهاية الحرب وعَمل في صفوف المدرسين الأوائل والمؤسسين في معهد الطب، الذي أعيد فتحه بأمر من حاكم البلاد الجديد الأمير فيصل بن الحسين. ومما يذكر في هذا الشأن، أن القنواتي كان أول من ألقى درساً باللغة العربية فيه، وقد أوفده الأمير فيصل يومئذٍ ممثلاً إياه لحضور ابتداء العام الدراسي.
عَمل القنواتي جاهداً على تعريب مناهج قسم الصيدلة، وفي عام 1923 انضم إلى الهيئة التدريسية في جامعة دمشق. قام عبد الوهاب القنواتي بجهد كبير لتأسيس مخبري الكيمياء والصيدلة وتجهيزهما بالوسائل والمعدات والمواد اللازمة. وقد أُسند إليه تدريس الكيمياء العامة، ومادة أشباه المعادن، وتحليل الأملاح، وفنّ الصيدلة. كما كُلّف بالقيام بجميع التحاليل الطبية والغذائية في المستشفى الوطني التابع للمعهد الطبي وعهد إليه، إضافة إلى ذلك كله، تدريس علم النبات وكالةً مدة سنتين.

## القنواتي في جامعة دمشق
بعد خلع الملك فيصل الأول عن عرش سورية سنة 1920، سافر القنواتي إلى فرنسا لإكمال دراسته العليا في الكيمياء في جامعة السوربون، موفداً من قبل جامعة دمشق. التحق بمؤسسة باستور للتخصص في الكيمياء الحيوية، وعمل في مخابر مستشفى كوشان  للتعمق في طرق التحاليل الطبية، كما واظب في الوقت ذاته على مخابر بلدية باريس لدراسة تحليل المواد الغذائية، وعلى مخابر دائرة شرطة باريس للتعمق في معرفة تحليل الأحشاء وكشف السموم في البشر والأغذية ومياه الشرب. وحينما عاد إلى دمشق عام 1925 تولى تدريس الكيمياء العامة والمعدنية، وتابع عمله في مخبر الجامعة فقام بتجهيزه بما يلزمه من أدوات للقيام بالتحاليل الغذائية والسمية والجنائية.
وفي عام 1939، أوفدته جامعة دمشق مرة ثانية إلى فرنسا للاطلاع على المستحدثات في العلوم المتخصص فيها، فعمل في مستشفى الشفقة لتعميق معارفه في التحاليل الحيوية والفيزيولوجية والمرضية. وسمي بعد عودته إلى سورية أستاذاً للكيمياء الحيوية الفيزيولوجية والمرضية والتحليلية، وظل يشغل هذا المنصب العلمي الرفيع حتى أحيل إلى التقاعد عام 1949.

## إنشاء أول معمل للأدوية في سورية
أنشأ عبد الوهاب القنواتي عام 1923 نواة أول معمل صغير في سورية لصنع الأدوية والمستحضرات الطبية في صيدليته الخاصة. وكان يشرف عليه من الناحية العلمية، ويساعده إخوته على العمل. وفي عام 1929 أسس أول شركة مساهمة لصناعة الأدوية، ضمت عدداً من الأطباء والصيادلة الجامعيين المتخصصين، غير أن النجاح لم يحالف هذه الشركة فتمت تصفيتها عام 1931؛ ومع ذلك تابع العمل في إنتاج الأدوية في مصنع خاص به، وتفرغ للعمل فيه بعد إحالته إلى التقاعد، وحوّله إلى شركة دوائية عام 1960، وظل يمارس نشاطه فيها حتى شهرين قبل وفاته.

## دوره في جر مياه عين الفيجة إلى دمشق
بدأ عبد الوهاب القنواتي في عام 1921 بدراسة مياه مدينة دمشق وتحليلها. قام بنشر نتائج دراساته، وأثبت جودة مياه عين الفيجة، وبقين، وهريرة، وغيرها. وكان في عداد مؤسسي جمعية مياه عين الفيجة (مؤسسة مياه عين الفيجة اليوم) مع نائب رئيس غرفة تجارة دمشق لطفي الحفار، وانتخب عام 1924 عضواً في مجلس مصلحة المياه. ومما يجدر ذكره أن أعضاء مجلس الإدارة كلهم كانوا يمارسون عملهم من دون أي أجر أو تعويض.

## مؤلفاته
ألف عبد الوهاب القنواتي خمسة كتب: «في الكيمياء العامة،» «وفي أشباه المعادن،» «وفي المعادن،» «وفي التحاليل الطبية،» «وفي الكيمياء الطبية والمرضية،» وكان لبعضها أكثر من جزء واحد. كما وضع جداول للتحليل الكيفي، وأخرى للفيتامينات. كان عالماً ومحققاً، فقد كَتَب في مقدمة كتابه «دروس الكيمياء غير العضوية»: «واعتمدت في التأليف على أحدث الكتب العصرية الإفرنجية بعد أن نبشت بطون الكتب القديمة من عربية وغيرها، للوقوف على النظريات السالفة ومقارنتها بالحاضرة.» ولعبد الوهاب القنواتي فضل كبير في وضع المصطلحات الكيميائية، لكنه كان شديد التواضع، ولم يحظ بالمكانة التي يستحقها في هذا المضمار. ومما يقوله في مقدمة كتابه «الكيمياء العامة»: «أما الاصطلاحات والصيغ الكيماوية فسندرج على استعمال ما شاع منها وعرف بلغتنا العربية الكريمة. وما استعصى علينا وضعه أو تعريبه فسنجعله بين هلالين، حتى يقيض الله لهذه الأمة العربية مجمعاً علمياً فنياً عاماً، يأخذ على نفسه القيام بوضع مصطلحات علمية تنطبق على قواعد الفن واللغة العربية السمحة معاً، يتداولها كل من ينطق بالضاد.» 

## الوفاة
توفي عبد الوهاب القنواتي في دمشق عن عمر ناهز 80 عاماً يوم 8 حزيران 1977.